# Jerzy Zieliński (malarz)

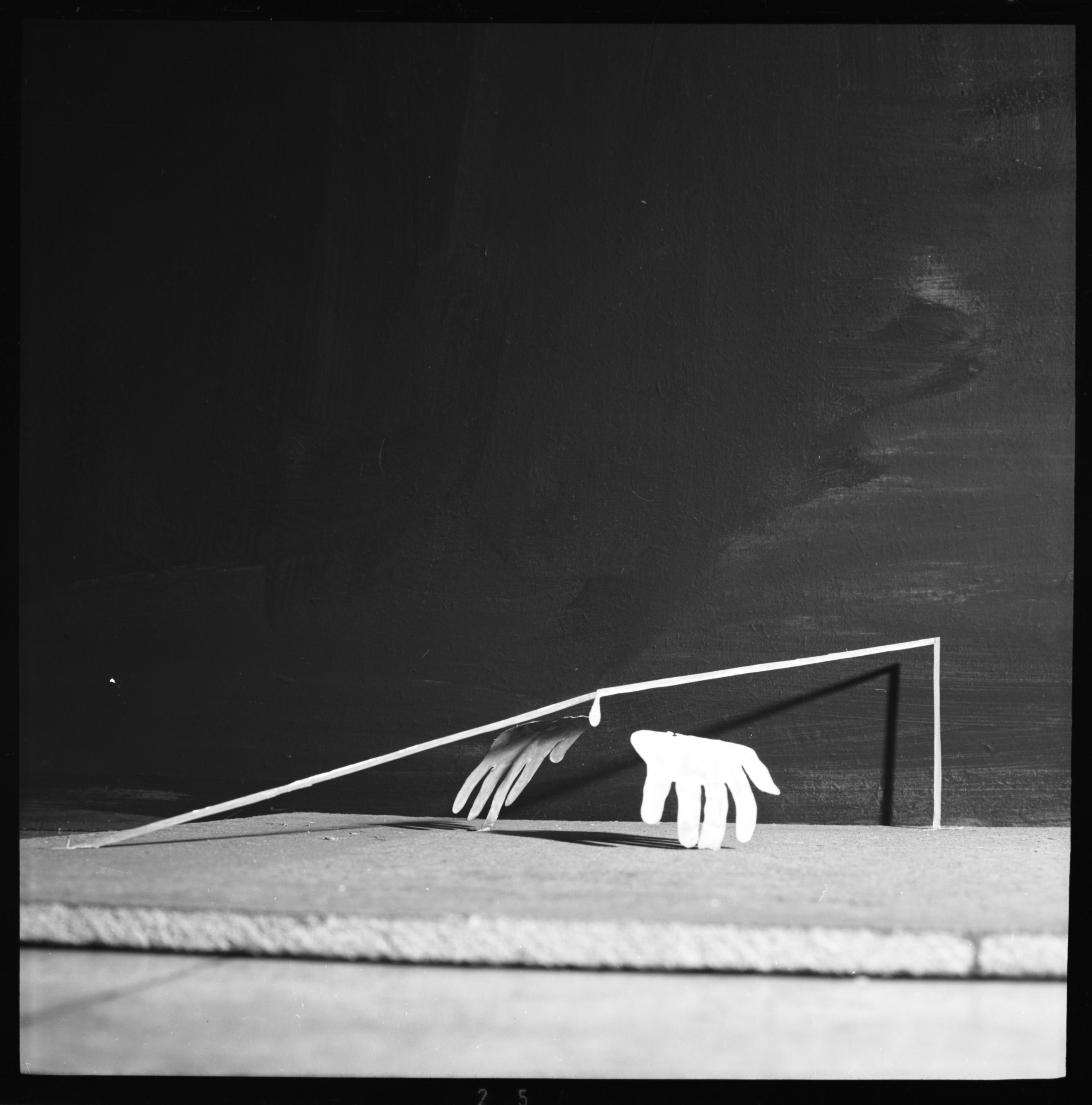
Ucieczka do raju, Sympozjum Plastyczne Wrocław '70, kolekcja MWW

Jerzy Ryszard Zieliński, pseud. Jurry (ur. 1943 w Kazimierzowie, zm. 1980 w Warszawie) – polski malarz, poeta, autor happeningów, jedna z ważniejszych postaci artystycznego życia Warszawy lat 60. i 70. Absolwent warszawskiej Akademii Sztuk Pięknych, dyplom z malarstwa uzyskał w 1968 roku w pracowni prof. Jana Cybisa. W 1965 roku wraz z Janem Dobkowskim założył grupę artystyczną Neo Neo Neo. Uczestnik Sympozjum Plastycznego Wrocław ’70 (w zespole Mariana Bogusza).
Malarstwo Jurrego inspirowane jest pop artem jak również secesyjną dekoracyjną formą. Do najsłynniejszych prac artysty należą m.in. obrazy S.O.S. - Ratujcie nasze dusze i Uśmiech czyli Trzydzieści - łac, Cha, Cha, Cha - ros.
Jego twórczość była i jest nadal inspiracją dla wielu młodych twórców. W latach 80. była to Gruppa, a w 2000 Grupa Twożywo.
W 2010 roku w 30. rocznicę śmierci Galeria Zderzak zorganizowała dwuczęściową wystawę (w Muzeum Narodowym w Krakowie oraz w siedzibie galerii) pt. Powrót Jurry'ego mającą na celu przypomnienie twórczości artysty. Jak można przeczytać w towarzyszącej wystawie gazecie "Jurry – Polska B" wydanej przez Galerię Zderzak obrazy Zielińskiego nazywane były „Znakami drogowymi politycznej egzystencji PRL-u". Z okazji wystawy Zderzak przygotował również monograficzne wydawnictwo – 576-stronicową książkę Jurry. Powrót artysty.